# Al-Fateh Sports Club
Maillots
Actualités
Le Al-Fateh Sports Club (en arabe : نادي الفتح الرياضي), plus couramment abrégé en Al-Fateh, est un club saoudien de football fondé en 1958 et basé dans la ville d'Al-Hasa.

## Historique
- 1958 : fondation du club
- 2008 : 1re participation en Saudi Premier League
- 2012 : 1re participation à la Coupe de l'UAFA
- 2013 : 1re titre de champion d'Arabie saoudite
- 2013 : 1re titre de Super Coupe d'Arabie saoudite
- 2014 : 1re participation à la Ligue des champions

## Palmarès
| \| - Championnat d'Arabie saoudite (1) : - Champion : 2012-2013. - Supercoupe d'Arabie saoudite (1) : - Champion : 2012-2013. \| \| - Championnat d'Arabie saoudite de deuxième division : - Vice-champion : 2008-2009. - Championnat d'Arabie saoudite de troisième division (2) : - Champion : 1996-1997 et 1998-1999. - Vice-champion : 2002-2003. \| |  | |
| - Championnat d'Arabie saoudite (1) : - Champion : 2012-2013. - Supercoupe d'Arabie saoudite (1) : - Champion : 2012-2013. |  | - Championnat d'Arabie saoudite de deuxième division : - Vice-champion : 2008-2009. - Championnat d'Arabie saoudite de troisième division (2) : - Champion : 1996-1997 et 1998-1999. - Vice-champion : 2002-2003. |

## Infrastructures
Le stade du Prince Abdullah bin Jalawi (arabe : ملعب الأمير عبد الله بن جلوي) est un stade à usage multiple situé à Al-Hasa en Arabie saoudite. Il est principalement utilisé pour les rencontres de football et les compétitions d'athlétisme. Le stade dispose d'une capacité de 27 550 places.

## Personnages emblématiques

### Entraîneurs
- 2008-2014 :  Fethi Jebel
- 2016- 201.. :  Fethi Jebel